# Martin Munkácsi
Martin Munkácsi (Kolozsvár, 18 de maio de 1896 — Nova Iorque, 13 de julho de 1963) foi um fotógrafo húngaro que trabalhou na Alemanha entre 1928 e 1934 e posteriormente nos Estados Unidos.
Nasceu em Kolozsvár, chamada atualmente Cluj-Napoca, quando a cidade ainda pertencia ao Reino da Hungria. Com 16 anos mudou-se para Budapeste, onde trabalhou como jornalista. Em 1921 começou a fazer fotografia especializada em desporto para a revista AzEst, numa época em que a fotografia de desporto de ação só se podia fazer com muito boas condições de iluminação no exterior. No entanto, nas suas fotografias procurava cuidadosamente a composição, demonstrando tanto habilidade artística como técnica.
Em 1927 mudou-se para Berlim e colaborou no Berliner Illustrierte Zeitung onde conheceria Erich Salomon, bem como em outras publicações como Die Dame, Koralle e UHU. O seu estilo fotográfico aproximou-se das ideias da Nova Objetividade pelo que utilizou composições fotográficas com marcados ângulos de enquadramento como picados e contrapicados e composições em diagonal, sendo que esta estética lhe proporcionou inimizades no governo nazi.
Em 1934 a revista Harper's Bazaar encomendou-lhe um trabalho de fotografia de moda com o qual obteve grande êxito, mudando-se para Nova Iorque, onde alcançou fama tanto na fotografia de moda como no retrato; entre os artistas que retratou encontram-se Katharine Hepburn, Leslie Howard, Jean Harlow, Joan Crawford, Jane Russell, Louis Armstrong e Fred Astaire.
Em 1943 sofreu um ataque cardíaco que o obrigou a abandonar a fotografia, embora continuasse a escrever. Em 1963 morreu após outro ataque cardíaco. O seu trabalho foi reconhecido como inspirador para fotógrafos tão célebres como Richard Avedon e Henri Cartier-Bresson.
Em 2007 o Centro Internacional de Fotografia organizou uma exposição retrospetiva com o título Think while you shot! (Pensa quando disparas!) que recolheu 125 fotografias suas publicadas em revistas.